# 도바정
도바정(鳥羽町)은 일본 미에현 시마군에 설치되었던 정이다. 현재의 도바시의 중심부에 해당한다.